# 吐葫芦乡
吐葫芦乡，是中华人民共和国新疆维吾尔自治区哈密市伊吾县下辖的一个乡镇级行政单位。

## 行政区划
吐葫芦乡下辖以下地区：
托背梁村、甘沟村、沙梁子村、泉脑村、大白杨沟村、小白杨沟村、大石头村、夏尔乌依来村和拜其尔村。